# Okrugljak (jezero)
Okrugljak je jezero u Nacionalnom parku Plitvička jezera, pripada u skupinu Gornjih jezera. Nalazi se na nadmorskoj visini od 613 metara. Površine je 4,1 hektar. Najveća dubina je 15 metara u podnožju Labudovačke barijere. Njegova dužina iznosi 260 m uz širinu do 100 m.

## Opis
Na sjeverozapadnoj se strani u jezero Okrugljak ulijeva oko 7 m visoki slap vode iz Ciginovca, dok više od 20 m visoki Labudovački slap ukrašava dio preko 100 m široke presušene sedrene barijere ispod koje se nalazi špiljski park koji sadrži brojne šupljine, polupećine i pećine. Ispod samog slapa je ulaz u Janečekovu pećinu – dugu više od 50 m, ali pošto u sadašnje vrijeme dio slapišta pada na sam otvor ulaz više nije moguć. Ime je dobilo po svom okruglom obliku, te je također poznato pod nazivima Okrugljaj i Kruginovac.
| Labudovački slap s više od 20 m visine |  | Labudovački slap s više od 20 m visine          |
| Labudovački slap s više od 20 m visine |  | Jezero Okrugljak — turisti se odmaraju na klupi |